# Miroslav Šoška
Miroslav Šoška est un patineur artistique slovaque qui représente la Tchécoslovaquie dans les années 1970. Il est quadruple champion de Tchécoslovaquie de 1976 à 1979.

## Biographie

### Carrière sportive
Miroslav Šoška s'entraîne avec Hilda Múdra à Bratislava. Il est quadruple champion de Tchécoslovaquie de 1976 à 1979. 
Il représente son pays à cinq championnats d'Europe (1975 à Copenhague, 1976 à Genève, 1977 à Helsinki, 1978 à Strasbourg et 1979 à Zagreb) et deux mondiaux (1973 à Bratislava et 1974 à Munich). Il ne participe jamais aux Jeux olympiques d'hiver.
Il arrête sa carrière sportive après les championnats nationaux de 1980.

## Palmarès
| Compétitions                    | 1972    | 1973    | 1974    | 1975    | 1976    | 1977    | 1978    | 1979    | 1980    |  |  |  |  |  |
| Jeux olympiques d'hiver         |         |         |         |         |         |         |         |         |         |  |  |  |  |  |
| Championnats du monde           |         | 18e     | 17e     |         |         |         |         |         |         |  |  |  |  |  |
| Championnats d’Europe           |         |         |         | 14e     | 12e     | 9e      | 8e      | 9e      |         |  |  |  |  |  |
| Championnats de Tchécoslovaquie | 6e      | 4e      | 3e      | 3e      | 1er     | 1er     | 1er     | 1er     | 2e      |  |  |  |  |  |
|                                 |         |         |         |         |         |         |         |         |         |  |  |  |  |  |
| Autre compétition               | 1971/72 | 1972/73 | 1973/74 | 1974/75 | 1975/76 | 1976/77 | 1977/78 | 1978/79 | 1979/80 |  |  |  |  |  |
| Skate Canada                    |         |         |         |         |         | 13e     | 10e     | 10e     |         |  |  |  |  |  |
|                                 |         |         |         |         |         |         |         |         |         |  |  |  |  |  |